# Bactrocera sumbawaensis
Bactrocera sumbawaensis är en tvåvingeart som beskrevs av Drew och Albany Hancock 1994. Bactrocera sumbawaensis ingår i släktet Bactrocera och familjen borrflugor. Inga underarter finns listade.